# Три Ани
„Три Ани“ (на македонска литературна норма: „Три Ани“) е психологически игрален филм от Република Македония от 1959 година, на режисьора Бранко Бауер по сценарий на Слободан Глумац.
Главните роли се изпълняват от Дубравка Гал, Душан Стефанович, Мария Кон, Светлана Мишкович. Поддържащите роли се изпълняват от Душан Яникиевич, Янез Върховец, Владимир Медар.

## Сюжет
Филмът проследява съдбата на пенсионирания железничар Марко Петрич, който живее монотонен живот до момента, в който разбира, че е възможно дъщеря му Ана да е преживяла войната. Започва да я издирва чрез Червения кръст и пресата. На неговия адрес пристигат данните за три млади жени, всяка от които може да бъде дъщеря му Ана. В края на краищата старият Марко стига до заключението, че истинската му дъщеря Ана наистина е загинала във войната.

## Награди
- 1960 ФЮИФ, Пула, Бронзова арена от журито за филм
- 1960 ФЮИФ, Пула, Награда за Светлана Мишкович[1]